# 舞台美術
舞台美術（ぶたいびじゅつ）とは、演劇やダンスなどの舞台芸術において、舞台空間(装置)および衣裳のデザインを行う部署、またはデザインの結果組み上げられた作品そのものを指す。
舞台美術は空間芸術の一種だが、演劇やダンスなどの総合芸術の一部門として製作される点に特徴がある。即ち、俳優やダンサーが、その空間内で演技することで、最終的な完成形態に至ると言える。
舞台美術に携わる者を舞台美術家と呼ぶ。舞台美術家は戯曲を読み、演出家や他のスタッフと打ち合わせをしつつ、デザインを組み立てていく。

## 一幕物
一つはあえて抽象的な美術であり、それだけでは何の意味も持たない奇妙な壁面やオブジェだったりする。そこに音楽、照明、そして演技が加わることによって、時間や空間を生み出す。
もう一つは《「笑の大学」（三谷幸喜：作）》等シチュエーション・コメディが多く、この作品ではとある一室で、検閲官と脚本家二人だけの出演で、美術もリアリティと具体性を要求される。
また《「8時だヨ!全員集合」（TBS）》等の美術は外連を要求される。アパートのセットに忍者屋敷やお化け屋敷などの要素をふんだんに取り入れ、最後には「屋台崩し」でセットそのものが壊れるようにデザインされている。

## 場面転換
美術バトン、引き枠、大セリ、廻り舞台等を駆使して転換の早さと正確さを考慮にいれた美術を要求される。日本では舞台美術の第一人者、妹尾河童が得意としている。
極端な転換は舞台機構に頼る部分が多いので、バトンが使えても吊ったセットが呑み込める深さが必要になる。同様に、引き枠も大きな移動がある場合は袖に深さが必要である。
狭い舞台での美術転換は、引き枠の簡単な移動若しくは田楽を使うこともある。
《舞台版「ゴースト ニューヨークの幻」》では上下に大臣（幽霊の通り道。垂直に歩いて昇り降りする）。小さな空間（事務所の一室だったり、占い部屋だったり、夜の歩道になったり）。空間の上にある鉄階段（地下鉄のプラットホーム）。これらが奇妙に組み合わさったオブジェのような美術である。
これらは日本古典芸能の歌舞伎に由来する。特に「四谷怪談」や「番町皿屋敷」等に著しく、盆回しと呼ばれる回り舞台や田楽、仏壇返し。また、宙乗りと呼ばれ、今日では《「ピーターパン」》に観られるフライング等、当時からあった。

## 主要な舞台美術家

### 日本
- 朝倉摂
- 柿崎順一
- 金森馨
- 妹尾河童
- 高原尚司
- 勅使河原宏
- 柳瀬正夢
- 伊藤熹朔

### 海外
- ウラジーミル・タトリン
- カジミール・マレーヴィッチ
- ダリオ・フォ
- ナターリヤ・ゴンチャローヴァ
- エル・リシツキー